# Štěpánovice (ort i Tjeckien, Södra Mähren)
Štěpánovice är en ort i Tjeckien.   Den ligger i regionen Södra Mähren, i den östra delen av landet, 160 km sydost om huvudstaden Prag. Štěpánovice ligger 259 meter över havet och antalet invånare är 425.
Terrängen runt Štěpánovice är huvudsakligen kuperad, men åt sydost är den platt. Štěpánovice ligger nere i en dal. Runt Štěpánovice är det tätbefolkat, med 331 invånare per kvadratkilometer. Närmaste större samhälle är Blansko, 18,6 km öster om Štěpánovice. Omgivningarna runt Štěpánovice är en mosaik av jordbruksmark och naturlig växtlighet.